# Saint-Jodard
Saint-Jodard é uma comuna francesa na região administrativa de Auvérnia-Ródano-Alpes, no departamento de Loire. Estende-se por uma área de 6,65 km². Em 2010 a comuna tinha 407 habitantes (densidade: 61,2 hab./km²).